# Fangorn
En el universo de Tolkien, Fangorn es uno de los bosques más antiguos de la Tierra Media. En la época de la Guerra del Anillo, el bosque de Fangorn se encontraba en el extremo sureste de las Montañas Nubladas; rodeado por dos ríos que nacen de sus entrañas en las laderas orientales de la gran cadena montañosa: el Entaguas al sur, y el Limclaro al norte. Tiene, también como límite este, la meseta de El Páramo y el río Anduin.
A pesar de ser enorme, no era más que un resto del inmenso bosque que en otros tiempos se extendía hacia el noroeste, cubriendo todo Eriador y grandes zonas de la región desaparecida de Beleriand. El otro antiguo vestigio boscoso en Eriador era el Bosque Viejo. 
Los rohirrim lo llamaban el bosque de los Ents, porque estaba habitado por las sabias, ancianas y poderosas criaturas llamadas ents, también conocidos como los pastores de árboles. Y era el último refugio de estos. Era un bosque encantado que producía a todos miedo menos a los elfos que aman los bosques. 
El bosque recibía su nombre de su guardián principal, Fangorn, el ent de más edad que quedaba en la Tierra Media. El nombre de Fangorn significa Bárbol: Compuesto por la palabra Sindarin _Fang_ que significa "Barba", raíz SPÁNAG y por _Orn_, plural _Yrn_ que hace referencia a un "árbol alto"; raíz ÓR-NI. Según Tolkien el nombre que le daba Bárbol al bosque era Orofarne, lassemista, carnemírie palabras en Quenya que significa: "morada en la montaña, gris de las hojas, con un ornamento de joyas rojas". Y también lo llama: Taurelilómëa tumbalemorna tumbaletaurëa lómëanor que en Quenya significa "Bosque plurisombrío, negro valle profundo, boscoso valle profundo, tierra lúgubre". Todas palabras que caracterizan al Bosque.
Merry y Pippin, cuando huían de los orcos de Saruman, penetraron en el Bosque y se refugiaron en él luego de conocer a Bárbol.

## Algunos lugares
Los que siguen son algunos lugares del Bosque de Fangorn que fueron conocidos por los lectores de El Señor de los Anillos de J. R. R. Tolkien

### La colina
Según Bárbol la colina' es un "(...)nombre demasiado apresurado para algo que se encuentra allí desde hacia siglos...". El ent la llamaba en éntico:  a-lalla-lalla-rumba kamanda-lind-orburúmë....
Se trata de la falda de una pequeña colina o una estribación de las Montañas Nubladas ubicada en el interior del linde suroriental del Bosque de Fangorn. Se llegaba a ella por un empinado sendero que trepaba dentro del Bosque mismo, hasta que en una pared de piedra baja, se encontraba una escalinata tosca, probablemente natural, que ascendía hasta una cornisa, debajo de un risco. Daba al Sur y al Este pero la visión más amplia era la del Este, desde allí se apreciaba gran parte del linde del bosque y las llanuras de Rohan.
Allí llegaron primero Merry y Pippin luego de su huida del campamento orco y se encontraron con Bárbol. Dos días después llegaron a ella Aragorn, Gimli y Legolas y allí se encontraron con Gandalf, al que confundieron con Saruman porque ahora era blanco.

### Sala del manantial
Uno de los lugares en el que residía Bárbol en el Bosque de Fangorn, ubicado a unos "70.000 pasos de Ent" de la colina en donde se encontraron Bárbol, Merry y Pippin; internándose en el bosque sin dejar el río y acercándose a las faldas de las Montañas Nubladas y a los pies del Methedras, y en las cercanías del nacimiento del Río Entaguas. 
A la derecha del río había una pendiente larga, y al final de esta había una amplia abertura con dos grandes árboles a cada lado, como si fueran montantes de una puerta, siendo las ramas de los árboles la puerta misma. Más allá se abría un espacio amplio y liso, tallado en la colina; con paredes de cincuenta pies o más de altura, y a lo largo de las paredes crecía una hilera de árboles. La pared del fondo era perpendicular, pero al pie había una abertura de techo abovedado. Un arroyo volcaba parte de sus aguas adentro del recinto cayendo por la cara perpendicular de la pared y se reunía de nuevo en una concavidad de piedra para salir a unirse al Entaguas.
Había allí una gran mesa de piedra, pero sin sillas, en donde Merry y Pippin bebieron en unos copones de piedra el agua del manantial, que los hizo crecer más que a ningún otro Hobbit. A un costado Bárbol les había preparado dos mullidos lechos con hojas y ramas de los árboles para que los hobbits descansaran.

### El valle emboscado
El valle emboscado (llamado así en lenguaje de los Hombres, según Bárbol) es el lugar en donde se reunían los Ents a deliberar en una asamblea denominada “Cámara de los Ents”, ante problemas que pudieran ocurrirle al bosque. Este fue el caso en la Guerra del Anillo en donde los Pastores de Árboles definieron atacar y destruir Isengard por los daños que Saruman y los Orcos habían causado al gran Bosque.
Se trataba de un amplio valle, completamente rodeado por una pared impenetrable de árboles y en cuyo extremo norte se hallaba una angosta entrada. Se ubicaba en el extremo noroccidental del Bosque de Fangorn y al pie de las Montañas Nubladas.
- Datos: Q1417506